# Montracol
Montracol ist eine französische Gemeinde mit 1.008 Einwohnern (Stand: 1. Januar 2022) im Département Ain in der Region Auvergne-Rhône-Alpes. Sie gehört zum Kanton Attignat im Arrondissement Bourg-en-Bresse.

## Geographie
Die Gemeinde Montracol liegt etwa acht Kilometer westsüdwestlich von Bourg-en-Bresse in der historischen Provinz Bresse und im Nordosten der Seenlandschaft Dombes. Im Norden streift der Fluss Irance das Gemeindegebiet, die östliche Gemeindegrenze wird von seinem Nebenfluss Vieux Jonc markiert.
Umgeben ist Montracol von den Nachbargemeinden Montcet im Norden, Buellas im Nordosten, Saint-Rémy im Osten, Saint-André-sur-Vieux-Jonc im Südosten und Süden, Condeissiat im Süden und Südwesten, Chaveyriat im Westen sowie Vandeins im Nordwesten.

## Bevölkerungsentwicklung
| Jahr                       | 1962 | 1968 | 1975 | 1982 | 1990 | 1999 | 2006 | 2013 | 2021 |
| Einwohner                  | 447  | 429  | 450  | 584  | 551  | 619  | 860  | 999  | 1008 |
| Quellen: Cassini und INSEE |      |      |      |      |      |      |      |      |      |

## Sehenswürdigkeiten
- Kirche Saint-Didier aus dem 11. Jahrhundert, seit 1927 Monument historique
- Pfarrhaus von 1811
- Schloss La Pérouse
- >Schloss Gaillard

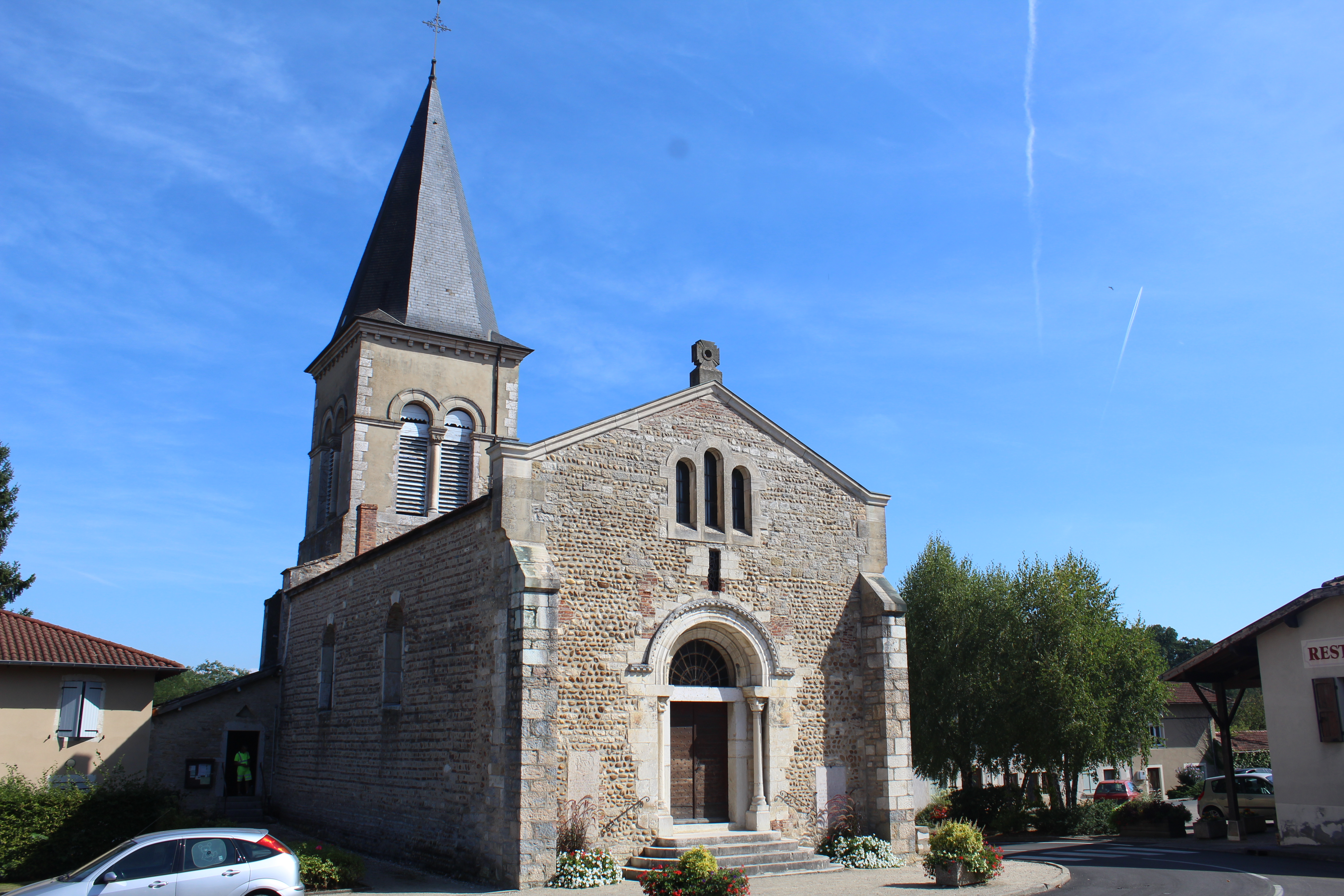
Kirche Saint-Didier
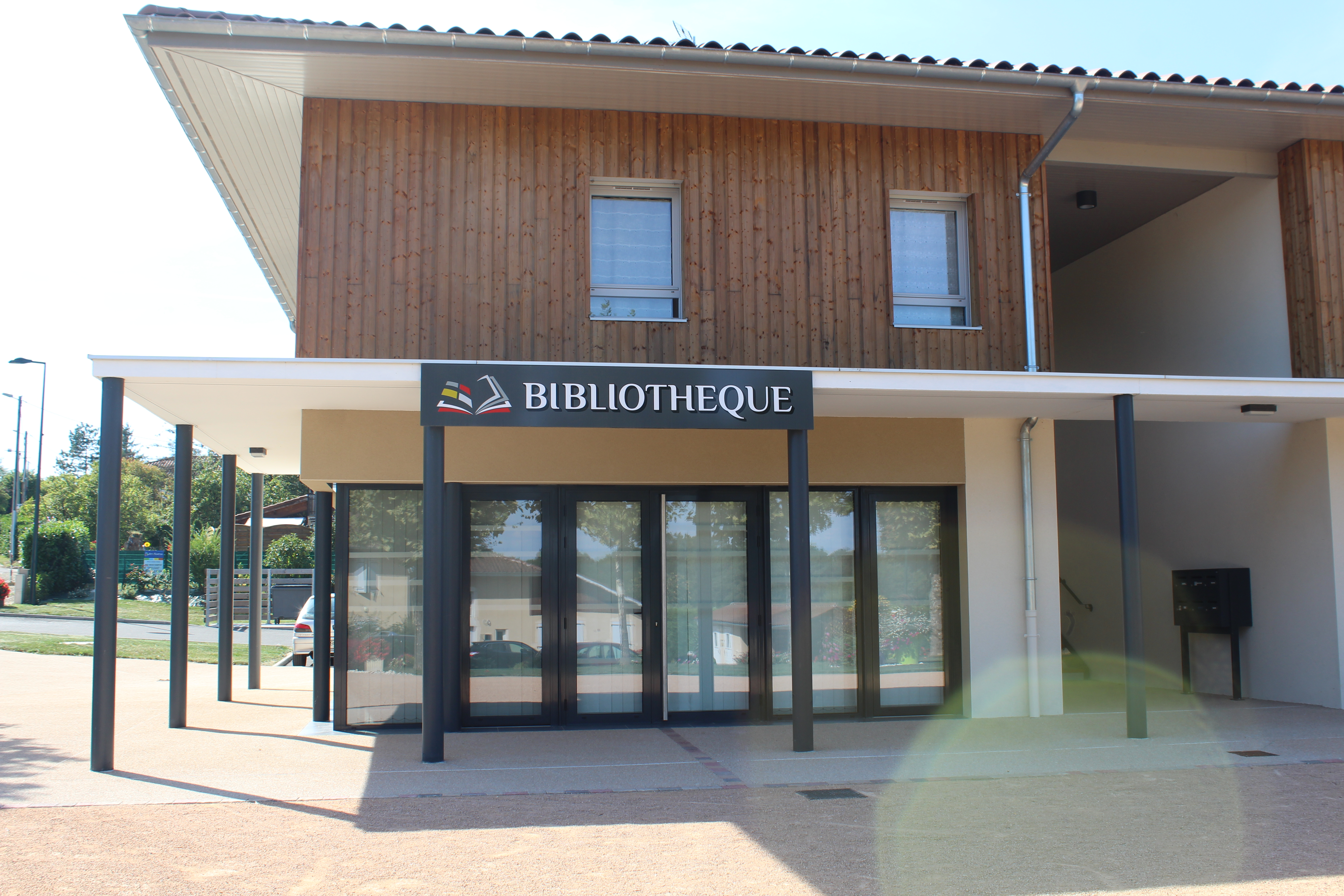
Bibliothek
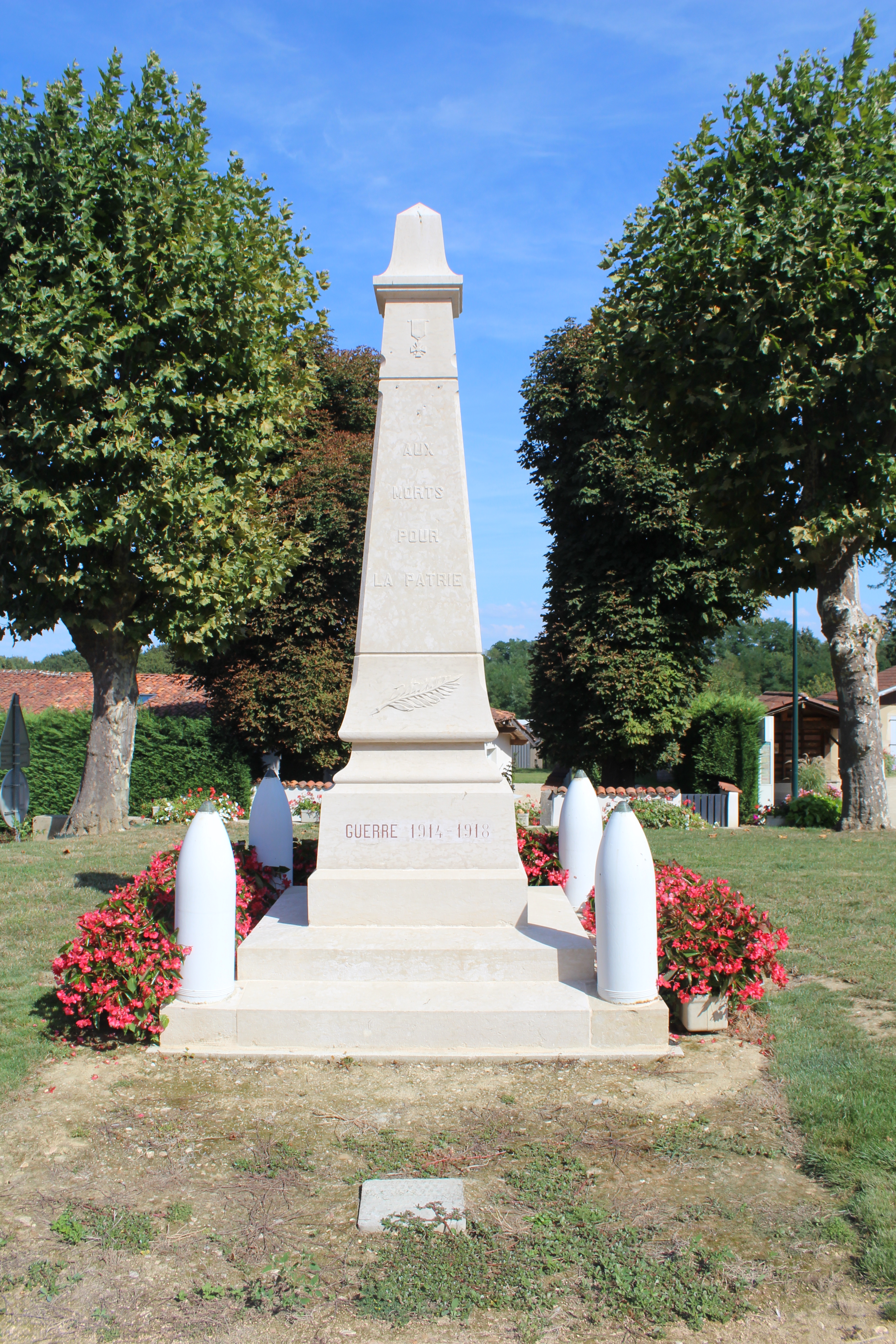
Gefallenendenkmal